# Dora Gerson
Dorothea Gerson (Berlín, 23 de marzo de 1899 - Auschwitz, 14 de febrero de 1943) fue una cantante y actriz alemana.

## Biografía
Dora Gerson comenzó su carrera artística como cantante y actriz en la compañía de teatro Holtorf-Truppe, donde coincidió con Mathias Wieman, Marlene Dietrich y Max Schreck. Su primer papel llegó en 1920 con la adaptación al cine mudo de la novela Auf den Trümmern des Paradieses (con Béla Lugosi), al que siguió otro rol en Die Todeskarawane. Ambas obras están consideradas films perdidos. Durante el resto de la década de 1920 siguió trabajando en obras de teatro y cabarés.
Estuvo casada desde 1922 hasta 1924 con el director Veit Harlan.
A partir de 1933, con la llegada al poder de los nazis, Gerson dejó de aparecer públicamente por su condición de judía, en aplicación de las Leyes Raciales de Núremberg. En ese tiempo comenzó a grabar canciones de cabaret en yiddish que se hicieron muy populares entre las comunidades judías europeas, como Der Rebe Hot Geheysn Freylekh Zayn o Vorbei.
En 1936 tuvo que huir a los Países Bajos. Vivió allí hasta después de la invasión de la Wehrmacht y trató de escapar en 1942 con su familia a Suiza. Sin embargo, todos fueron apresados y enviados al campo de concentración de Westerbork. En febrero de 1943 fue deportada a Auschwitz junto con su segundo esposo, Max Sluizer y sus dos hijos. Los cuatro fueron asesinados el 14 de febrero de 1943.

## Filmografía
- 1920 - Auf den Trümmern des Paradieses.
- 1920 - Die Todeskarawane.